# Jimmy Fontana
Pour les articles homonymes, voir Fontana.
Enrico Sbriccoli, connu sous le nom de scène Jimmy Fontana, né le 13 novembre 1934 à Camerino et mort le 11 septembre 2013 à Rome (à 78 ans), est un acteur, chanteur et auteur-compositeur italien. Auteur de chansons à succès, ses plus célèbres titres sont Il Mondo et Che sarà.

## Biographie
Enrico Sbriccoli effectue d'abord des études de comptabilité. Une fois diplômé, il quitte sa région natale pour la capitale où il intègre l'Université d'économie et de commerce. À cette époque, sa passion pour le jazz le pousse à fréquenter les musiciens de jazz de Rome avant de rejoindre le Roman New Orleans Jazz Band. Il décide alors d'arrêter ses études pour commencer une carrière dans la chanson.
Il se produit sous le nom de scène de « Jimmy Fontana » et au cours des années 1960, devient l'auteur de nombreux titres à succès, dont Diavolo, qui lance sa carrière en 1961, Non te ne andare en 1963 et Il mondo, qui se hisse au premier rang du hit parade de la chanson italienne en 1965. La chanson La mia serenata remporte le Festival Un Disco per l'estate en 1967. En France, la chanson Il mondo est adaptée par Hervé Vilard sous le nom Un monde fait pour nous, face B du disque Capri c'est fini.
Tout au long des années 1960, la carrière de Fontana évolue parallèlement au cinéma et à la télévision. Il fait des apparitions, toujours dans son propre rôle, dans des films tels que La Voglia matta en 1962, Viale della canzone en 1965 et Il Sole è di tutti en 1968. Dans les années 2000, ses apparitions dans des séries télévisées se cantonnent à l'interprétation de ses plus fameux titres, comme Il mondo dans Esperança en 2002, Che Sarà dans Cuéntame la même année ou encore dans un épisode de la série Les Soprano en 2004, où il chante La mia Serenata. Sa dernière apparition est dans le film Il était temps, dans lequel il interprète à nouveau Il mondo.
En 1971, il propose deux versions de Che sarà au Festival de Sanremo : l'une en italien par le groupe Ricchi e Poveri et l'autre en espagnol par le Portoricain José Feliciano.
Il meurt à Rome le 11 septembre 2013, âgé de 78 ans.

## Filmographie
- 1961 : Io bacio... tu baci
- 1962 : Elle est terrible (La voglia matta) de Luciano Salce
- 1965 : Amore all'italiana
- 1992 : Hasta luego cocodrilo (série télévisée) (épisode Cuando los santos salen de paseo)
- 2002 : Esperança (série télévisée) : interprète Il mondo
- 2001-2002 : Cuéntame (série télévisée)
- 2004 : Les Soprano (série télévisée) (épisode Two Tonys)
- 2009 : Memòries de la tele (série télévisée)
- 2011 : Via Dalma (TV)
- 2011 : Divendres (série télévisée)
- 2011 : Disco del Año 11 (TV)
- 2011 : Feliz 2012 (TV)
- 2012 : Música para mi madre (TV)
- 2013 : Il était temps

## Discographie
- 1996 : Arrivederci
- 1997 : Il mondo
- 2001 : I Grandi Successi Originali